# Zmiany
Zmiany – składanka polskiej grupy Collage wydana w 1994 roku. Płyta ukazała się tylko w wersji kasetowej, wydana przez M&M Records. Kaseta zawierała zbiór unikatowych nagrań, zarejestrowanych przed wydaniem pierwszego albumu Baśnie.

## Lista utworów
Na albumie znajdują się następujące utwory:
Strona 1:
1. Zmiany – 4:45
2. Kołysanka '87 – 4:45
3. My czarodzieje – 3:25
4. Nocy zamyślona – 7:55

Strona 2:
1. Ja i ty '88 – 3:05
2. Just like heaven – 3:01
3. Midnight flyer – 3:58
4. 38/39 – 3:55
5. Rozmowa '86 – 4:15